# Panaqolus changae
Panaqolus changae (Панаколус тигровий) — вид риб з роду Panaqolus родини Лорікарієві ряду сомоподібні.Названо на честь Фуньчі Чана.

## Опис
Загальна довжина сягає 10 см. Голова помірно широка, морда сплощена зверху, з одонтодами (шкіряними зубчиками). З боків рота є 2 вусики. Очі середнього розміру. Рот являє собою присоску. Тулуб кремезний, сплощений, вкритий кістковими пластинками. Хвостове стебло у самців вкрито численними маленькими одонтодами. Кишки містять бактерії та ферменти, які дають змогу перетравлювати деревину. Спинний плавець великий, довгий, з 2 жорсткими і 7 м'якими променями. Жировий плавець маленький, розташовано близько до спинного. Грудні та черевні плавці широкі. У самців є гострий генітальний сосочок, у самиць — великий, округлий, опуклий. Анальний плавець витягнутий, з короткою основою. Хвостовий плавець з великою виїмкою, промені розгалужені.
Забарвлення блідо-коричневе, трохи помаранчеве. По основному фону проходять 6—12 вертикальних темно-коричневих, майже чорних, смуг. Голова прикрашена малюнком з мережі темних звивин. Черево більш бліде, ніж спина й боки, з декількома темними смугами. На плавцях такі самі смуги.

## Спосіб життя
Віддає перевагу м'якій воді, насиченій киснем. Зустрічається в помірних річках зі скелястим дном. Вдень ховається серед корчів або в порожнинах скель. Активна вдень Живиться личинками комах, а також водоростями, шматочками деревини.
Нерест відбувається в укриттях, насамперед довгих порожнинах, щілинах та печерках.

## Розповсюдження
Мешкає у басейнах річок Ітая й Момон (Перу).